# Клишово (Псковська область)
Клишово (рос. Клишово) — присілок в Псковському районі Псковської області Російської Федерації.
Населення становить 19 осіб. Входить до складу муніципального утворення Ядровська волость.

## Історія
Від 2015 року входить до складу муніципального утворення Ядровська волость.

## Населення
| 2001 | 2002 | 2010 |
| ---- | ---- | ---- |
| 29   | ↗30  | ↘19  |